# IC 1434
IC 1434 ist ein offener Sternhaufen vom Trumpler-Typ II1p im Sternbild Lacerta, der eine scheinbare Helligkeit von +9 mag hat. Das Objekt wurde am 19. September 1893 von Thomas Espin entdeckt.